# 四千岛
四千岛（ສີ່ພັນດອນ Si Phan Don）是位于湄公河内的一组列岛，位于老挝南部占巴塞省。四千岛的特点是岛屿众多，但是当湄公河泛滥时，其中一半会被淹没。其中的主要岛屿是东孔岛（最大）、东德岛和东阔岛。
在四千岛，有老挝第一条铁路东德岛–东阔岛窄轨铁路的遗迹。这条铁路由法国人修建，使沿湄公河旅行的船舶，货物和乘客避开孔恩瀑布的汹涌急流。
在东孔岛可以看到高度濒危的伊洛瓦底淡水海豚。
岛上的伐木业现在已受监管，非法采伐将招致严厉的处罚。当地经济主要以农业为基础。